# Pampoconis dentifera
Pampoconis dentifera är en insektsart som beskrevs av Meinander 1973. Pampoconis dentifera ingår i släktet Pampoconis och familjen vaxsländor. Inga underarter finns listade i Catalogue of Life.